# Горњи Оштрц
Горњи Оштрц је насељено место у општини Жумберак, до нове територијалне организације у саставу бивше општине Јастребарско, у Загребачкој жупанији, Хрватска.

## Географски положај
Налази се на надморској висини од 426 метара. Село је смештено 4 километра северозападно од Костањевца, седишта општине.

## Историја
У урбару из 1830. године стоји да је то „племениташко место са 12 кућа и 167 становника — римокатолика, са једном новосаграђеном римокатоличком жупном црквом и градом званим Чолнић-град, где сада станује католички месни жупник. Тај град је саграђен 1733. године и припадао је бискупу Чолнићу, а куповином је 1782. уступљен ерару. Делови села су и засеоци: Буковци, Горњи Маховљићи, Кокоти и Шоштари."

## Привреда
Привредна основа насеља је: пољопривреда, сточарство и виноградарство.

## Становништво

### Број становника по пописима
| Националност   | 2001. | 1991. | 1981. | 1971. | 1961. | 1953. | 1948. | 1931. | 1921. | 1910. | 1900. | 1890. | 1880. | 1869. | 1857. |
| бр. становника | 64    | 103   | 127   | 212   | 252   | 303   | 186   | 337   | 363   | 339   | 329   | 336   | 318   | 276   | 195   |

### Национални састав
| Националност       | 1991.       | 1981.        | 1971.        | 1961.        |
| Хрвати             | 95 (92,23%) | 125 (98,42%) | 206 (97,16%) | 251 (99,60%) |
| Срби               | 0           | 2 (1,57%)    | 0            | 0            |
| Југословени        | 0           | 0            | 0            | 0            |
| остали и непознато | 8 (7,76%)   | 0            | 6 (2,83%)    | 1 (0,39%)    |
| Укупно             | 103         | 127          | 212          | 252          |

## Црква
Село припада римокатоличкој жупи Свете Марије Магдалене из Доњег Оштрца, Јастребарски деканат Загребачке надбискупије.